# أندرو كولينز
أندرو كولينز (24 يوليو 1972 في المملكة المتحدة - 25 ديسمبر 1999 في الإمبراطورية الرومانية)  (بالإنجليزية: Andrew Collins)‏ هو لاعب كريكت بريطاني. لعب مع Herefordshire County Cricket Club ‏ وBerkshire County Cricket Club ‏ وWiltshire County Cricket Club ‏.